# José Miguel Gómez
José Miguel Gómez y Gómez (ur. 6 lipca 1858, zm. 13 czerwca 1921) – kubański wojskowy i polityk, prezydent w latach 1909–1913.

## Życiorys
W trakcie wojny o uzyskanie przez Kubę niepodległości dosłużył się stopnia generała w armii powstańczej. W 1905 wystartował w wyborach prezydenckich. 28 stycznia 1909 objął urząd prezydenta Kuby z ramienia Partii Liberalnej, który sprawował do 20 maja 1913. W trakcie swoich skorumpowanych rządów zdławił rewoltę murzyńską w 1912. W 1920 po raz kolejny kandydował w wyborach prezydenckich.
Jego synem był Miguel Mariano Gómez, prezydent Kuby w 1936.